# Singapore (Malaezia)
Singapore a fost unul dintre cele 14 state ale Malaeziei din 1963 până în 1965. Malaezia a fost formată la 16 septembrie 1963 prin unificarea Federației Malaya cu fostele colonii britanice din Borneo de Nord, Sarawak și Singapore. Aceasta a marcat sfârșitul unei dominații britanice de 144 de ani în Singapore, care a început cu înființarea statului modern Singapore de către Sir Stamford Raffles în 1819.
Uniunea a fost instabilă din cauza neîncrederii și a diferențelor ideologice între liderii din Singapore și cei ai guvernului federal al Malaeziei. Deseori nu erau de acord cu privire la economie, finanțe și politică. La alegerile generale din Malaezia din 1964, partidul politic aflat la putere în cadrul guvernului federal, Organizația Națională a Malaeziei Unite (ONMU), a văzut în participarea Partidului Acțiunea Populară cu sediul în Singapore (PAP) o amenințare la adresa politicii sale în cadrul sistemului politic malaezian. De asemenea, revoltele rasiste majore din cursul acelui an au implicat comunitatea chineză, majoritară, și comunitatea malaeziană din Singapore. În timpul alegerilor din Singapore din 1965, ONMU a susținut opoziția, Barisan Sosialis. În 1965, prim-ministrul malaezian Tunku Abdul Rahman a decis expulzarea Singaporelui din Federație, iar Parlamentul a votat acest lucru la 9 august 1965. Singapore și Malaezia au devenit țări distincte în 1966. Cu toate acestea, au continuat să coopereze din punct de vedere comercial.

## Tensiuni rasiale
Tensiunile rasiale au crescut dramatic pe parcursul unui an. Au fost alimentate de tactica partidului Barisan Sosialis de a stârni sentimentul comunitar, deoarece partidul pro-comunist a căutat să folosească mijloace pentru a supraviețui împotriva represiunii atât din partea guvernului din Singapore, cât și din partea guvernului federal. În special, în ciuda faptului că guvernul malaezian a acordat cetățenie multor imigranți chinezi după independență, în Singapore, chinezii au desconsiderat politicile federale de acțiune afirmativă, care au acordat privilegii speciale malaezienilor, garantate în conformitate cu articolul 153 din Constituția Malaeziei. Acestea includeau beneficii financiare și economice care au fost oferite în mod preferențial Malaeziei și recunoașterea islamului ca unică religie oficială, deși non-musulmanii aveau garantată menținerea libertății de cult.
Malaezienii și musulmanii din Singapore au fost din ce în ce mai incitați de acuzațiile guvernului federal că PAP maltrata comunitatea malaya. Au apărut numeroase revolte rasiale și au fost impuse deseori restricții de oră pentru a restabili ordinea. Situația politică externă a fost, de asemenea, tensionată la acea vreme, Indonezia acționând împotriva înființării Federației Malaeziei. Președintele Sukarno al Indoneziei a decretat o stare de Konfrontasi (confruntare) împotriva Malaeziei și a inițiat acțiuni militare și alte acțiuni împotriva noii națiuni, inclusiv Bombardarea Casei MacDonald din Singapore în martie 1965, de către comandouri indoneziene care au dus la uciderea a trei persoane. De asemenea, Indonezia a desfășurat activități sedițioase pentru a-i stârni pe malaezieni împotriva chinezilor. Una dintre revoltele cele mai notorii au fost cele din 1964, care au avut loc de ziua lui Mohamed, la 21 iulie, în apropiere de Kallang Gasworks; douăzeci și trei de persoane au fost ucise și câteva sute rănite. Mai multe revolte au izbucnit în septembrie 1964. Prețul alimentelor a scăzut în momentul în care sistemul de transport a fost întrerupt în această perioadă de tulburări, ceea ce a provocat greutăți suplimentare. Guvernul din Singapore a decretat, mai târziu, ziua de 21 iulie drept Ziua Armoniei Rasiale.

## Dezacord
Guvernul Federal al Malaeziei, dominat de Organizația Națională a Malaeziei Unite, era preocupat de faptul că atâta timp cât Singapore rămânea în cadrul Federației, bumiputera politică de acțiune afirmativă pentru populația malaya și pentru cea indigenă ar fi compromise, și, prin urmare, contravenea agendei sale de abordare a disparităților economice între grupurile rasiale. Una dintre preocupările majore a fost faptul că PAP a continuat să ignore aceste disparități în angajamentele lor repetate pentru o „Malaezie a Malaeziei” - tratamentul egal pentru toate rasele din Malaezia de către guvern, care ar trebui să servească cetățenii malaezieni fără a se ține cont de condițiile economice ale unei anumite rase. Un alt factor care a contribuit a fost teama că dominanța economică a portului Singapore va muta, în timp, puterea politică dinspre Kuala Lumpur, în cazul în care Singapore ar fi rămas în cadrul Federației.
Guvernele de stat și federale au avut, de asemenea, dezacorduri pe plan economic. În ciuda unui acord anterior de instituire a unei piețe comune, Singapore a continuat să facă față restricțiilor atunci când se realizau schimburi comerciale cu restul Malaeziei. Ca represalii, Singapore nu a prelungit împrumuturilor convenite pentru dezvoltarea economică a celor două state estice Sabah și Sarawak. Situația a escaladat la o intensitate atât de mare încât discuțiile s-au întrerupt curând, iar discursurile abuzive au devenit frecvente de ambele părți. Extremiștii ONMU au cerut arestarea lui Lee Kuan Yew.

## Expulzarea
La 7 august 1965, prim-ministrul Tunku Abdul Rahman, nevăzând nicio alternativă pentru a evita vărsarea de sânge, a sfătuit Parlamentul Malaeziei să voteze pentru expulzarea Singaporelui din Malaezia. În ciuda încercărilor de ultim moment al liderilor PAP, inclusiv a lui Lee Kuan Yew, de a menține Singapore ca stat membru al uniunii, Parlamentul a votat la 9 august 1965 cu 126 de voturi pentru și 0 voturi împotrivă în favoarea expulzării statului Singapore. Deputații din Singapore nu au fost prezenți. În acea zi, Lee, înlăcrimat, a anunțat că Singapore este o națiune suverană și independentă și și-a asumat rolul de prim-ministru al noii națiuni. Discursul său a inclus acest citat: „Pentru mine este un moment de angoasă pentru că toată viața mea...  toată viața mea de adult... . am crezut în fuziune și în unitatea acestor două teritorii. Știți că este un popor legat de geografie, economie și legături de rudenie..."
În conformitate cu modificările constituționale adoptate în luna decembrie a acelui an, noul stat a devenit Republica Singapore, Yang di-Pertuan Negara a devenit Președinte, iar Adunarea Legislativă a devenit Parlamentul Republicii Singapore. Aceste modificări au fost făcute retroactiv la data separării statului Singapore de Malaezia. Dolarul Malaya și British Borneo au rămas în vigoare până la introducerea dolarului singaporez în 1967. Înainte de separarea monedei, au existat discuții despre o monedă comună între guvernele din Malaezia și Singapore.